# شهرستان وایت (ایلینوی)
شهرستان وایت (به انگلیسی: White County) شهرستانی در ایالت ایلی‌نوی ایالات متحده امریکا و بر طبق سرشماری ۲۰۱۰ این شهرستان ۱۴۶۶۵ نفر جمعیت داشته‌است.
طبق سرشماری ۲۰۱۰، مساحت این شهرستان ۱۲۹۹٫۸ کیلومتر مربع وسعت داشته که از این مقدار ۱٫۴۱ درصد آب و ۹۸٫۵۹ درصد خشکی می‌باشد.
این شهرستان در ۱۸۲۱ از شهرستان گالا تین جدا شده و نام خود را لئونارد وایت و در برخی روایت ایزاک وایت گرفته‌است.
بر اساس سرشماری ۲۰۱۰ این شهرستان ۶۵۳۴ خانوار و ۴۳۷۷ خانواده در این شهرستان ساکن بود تراکم نسبی آن ۱۲ نفر بر کیلومتر مربع است.

## نگارخانه

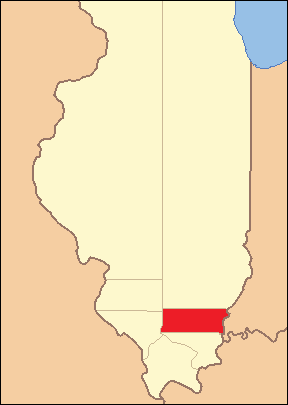
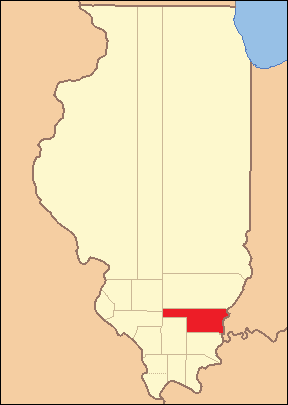
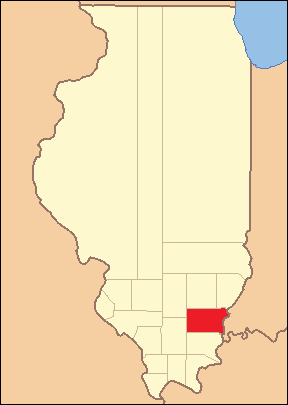
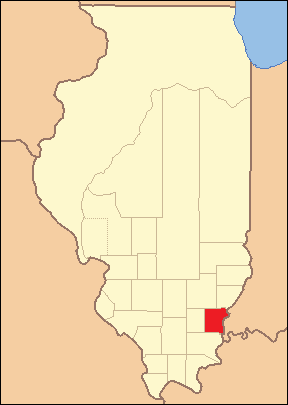

## همسایگان و راه‌ها
- شمال: شهرستان ادواردز
- شمال شرق: شهرستان گیبسون
- شرق: شهرستان پوسی
- جنوب‌شرق:
- جنوب: شهرستان گالاتین
- جنوب غرب: شهرستان سالین
- غرب:شهرستان همیلتون
- شمال غرب: شهرستان وینه

راه‌های اصلی این شهرستان:
1. بزرگراه میان‌ایالتی ۶۴
2. بزرگراه ۴۵ ایالات متحده
3. جاده ۱ ایلی‌نوی
4. جاده ۱۴ ایلی‌نوی
5. جاده ۱۴۱ ایلی‌نوی

## شهرها
- کارمی، ایلی‌نوی، مرکز شهرستان
- گرویلا، ایلی‌نوی